# Rozdielňa
Rozdielňa (785 m n.p.m.) – szczyt górski w zachodniej części pasma górskiego Wyhorlat w Łańcuchu Wyhorlacko-Gutyńskim Wewnętrznych Karpat Wschodnich.
Rozdielňa leży w obrębie poligonu wojskowego Vojenský obvod Valaškovce. Przez szczyt nie przebiegają znakowane szlaki turystyczne.